# それいけ!アンパンマン ゴミラの星
『それいけ!アンパンマン ゴミラの星』（それいけアンパンマン ゴミラのほし）は2001年7月14日公開の映画『それいけ!アンパンマン』シリーズ通算第13作。同時上映作品は『それいけ!アンパンマン 怪傑ナガネギマンとやきそばパンマン』（それいけアンパンマン かいけつナガネギマンとやきそばパンマン）。
全日本私立幼稚園連合会、社会福祉法人日本保育協会推薦作品。

## 概要
本作はゴミラが主役の作品で、第10作『てのひらを太陽に』同様TVシリーズのサブキャラクターがメインの作品となった。前作同様、過去の作品の登場人物と同名の人物が登場しているが、本作では全くの別人・別設定となっている。環境問題をモチーフとした作品である。また、過去3作品に登場しなかったどんぶりまんトリオが今作で再登場した。
本作では池田模範堂が協賛しており、同社が展開している痒み止め外用薬「ムヒ」に因んだキャラクターも登場している。
TVシリーズでは本作公開前の2000年（平成12年）11月10日よりセル画からデジタルアニメーション制作に移行したが、本作と次作では引き続きセル画での製作となった。そのため同時上映では、TVシリーズとしてデジタルに移行してから登場したキャラクターがセル画初登場と逆の事例が見られた。

## あらすじ
ある日の夜、みみせんせいと生徒たちは、望遠鏡で天体観測をしていた。クリームパンダが望遠鏡を覗いていると、燃え盛る物体が降ってきた。間一髪でアンパンマンたちがその物体を不時着させると、中からヤーダ姫と名乗る人物が現れた。
彼女の話によると、故郷のヤーダ星がゴミだらけになってしまったため、アンパンマンたちに助けを求めてきたのだという。これを解決できるのはゴミラしかいないと考えたアンパンマンたちは、ゴミラを連れてヤーダ星へと向かう。
しかしヤーダ星では、ばいきんまんたちと巨大ロボット「ダストデーモン」が待ち伏せしていた。

## 登場キャラクター（キャスト）
詳細はアンパンマンの登場人物一覧を参照。

### レギュラーキャラクター
アンパンマン
声 - 戸田恵子
ばいきんまん
声 - 中尾隆聖
本作ではヤーダ星をアンパンマンワールドに衝突させようと企む。ダストデーモンが倒された後は、ドキンちゃんやホラーマンと共にヤーダ星から逃走しようとするが、ダストマウンテンの噴火に巻き込まれてしまった。
ゴミラ
声 - 高乃麗
ごみが大好物の怪獣の子で、この映画の主役。寂しがり屋で気は優しい。ごみを食べると巨大化してしまう。TVシリーズとは異なり、海底のトランクに住んでいた。一度は、ヤーダ星の衝突をとめるために、自らダストマウンテンの火口に飛び込み命を落とすが、命の星が宿ったことで生き返り、ヤーダ星に残ることを決意した。本作以後のテレビアニメにも登場しており地球在住の設定となっているが、「だだんだんとふたごの星」ではヤーダ星にいたようである。
TVシリーズからの登場キャラクターであるが、ヤーダ姫に代わり劇場版のゲスト主人公として扱われる場合がある。
ジャムおじさん
声 - 増岡弘
本作ではアンパンマンの顔を窯に入れた後に泥人形となり、その性質（後述）ゆえにアンパンマンの顔を届けるのに苦心するが、皆と協力して届けることになる。
バタコさん
声 - 佐久間レイ
めいけんチーズ
声 - 山寺宏一
ドキンちゃん
声 - 鶴ひろみ
中盤ではしょくぱんまんが泥人形にされたことから飛び出し、ダストデーモンの誤作動で泥人形になってしまう。その後、ジャムおじさんたちの所に向かい、アンパンマンの顔を届けるのに協力する。
ホラーマン
声 - 肝付兼太
ドキンちゃんと共に泥人形になり、ジャムおじさんたちの所に向かうが、パン窯に触れて最初に固まってしまう。
しょくぱんまん
声 - 島本須美
カレーパンマン
声 - 柳沢三千代
メロンパンナ
声 - かないみか
クリームパンダ
声 - 長沢美樹
どんぶりまんトリオ
『虹のピラミッド』以来4年ぶりに登場。みみせんせいや学校の生徒たち（メロンパンナ、クリームパンダ含む）と共に天体観測をしていた。
てんどんまん
声 - 坂本千夏
カツドンマン
声 - 三ツ矢雄二
かまめしどん
声 - 山寺宏一
くじらのクータン
声 - 山本圭子
アンパンマンたちをゴミラの所に案内する。
みみせんせい
声 - 滝沢ロコ
カバオくん
声 - 山寺宏一
ピョン吉
声 - 原えりこ
ウサ子
声 - 中村ひろみ
ちびぞうくん
声 - 坂本千夏
クマ太
ネコ美
モン吉
ブタお
コン太
かびるんるん

### ゲストキャラクター
ヤーダ姫
声 - 酒井法子
この映画のヒロイン。宇宙を掃除するヤーダ星のお姫様。「ヤーダ」が口癖。緑が美しいヤーダ星がごみだらけになってしまったので、アンパンマンに助けを求めにきた。ゴミラとは良き友達になる。『ばいきんまんの逆襲』にも同名の人物が登場したが、同作のヤーダ姫とは別人。彼女も泥人形になってしまう。アンパンマンの劇場版で強制変身の被害に遭った唯一のゲストヒロインでもある。
カユカユぼうや
声 - 山本圭子
人の痒みを治す外用薬の子。前述の通り、池田模範堂とのタイアップにより登場したキャラであり、外見は「液体ムヒS」を模しているほか、笑い声も「ムヒヒ」。
フジイロコウモリ
声 - 藤井恒久（日本テレビアナウンサー）
ばいきんまんの手下のコウモリのリーダー。諜報任務を担っており、ヤーダ星の情報をばいきんまんたちに伝えようとした。
美少女バットガールズ・バビブベバット
声 - 日テレジェニック2001（小野愛、藤川のぞみ、照屋まみ、鈴木葉月）
ばいきんまんの手下で、メスのコウモリの4人組。フジイロコウモリと共に諜報任務を行う。

### その他の登場キャラクター
イルカのベソ
うずまきまん
マイマイの子供
チビマリン
ヌラ

## 用語
ヤーダ星
ヤーダ姫が治める星。宇宙のごみを処理する流れ星であったが、ダストホールの力が弱まったことでごみが溜まりすぎてしまったために、星全体がごみで埋め尽くされ、ヤーダ姫以外の住民は星から逃げ出してしまっていた。
ダストホール、ダストマウンテン
宇宙のごみを処理する場所で、ダストホールでごみを吸い込みダストマウンテンで燃やしていた。しかしダストホールの吸引力が弱まってしまったために、処理されないごみでヤーダ星全体が埋め尽くされてしまった。

### 乗り物
宇宙船アンパンマン号

#### バイキンメカ
スペースバイキンUFO
巨大ロケット噴射口
アンパンマンたちに先んじてヤーダ星に到着していたばいきんまんたちが、ヤーダ星をアンパンマンワールドに落とすために取り付けた巨大ロケット。ノーズパンチ、メロメロパンチ、グー･チョキ･パンチの同時攻撃で破壊された。
ダストデーモン
ヤーダ星のごみを集めて作った恐竜型のロボット。ゴミコンピューターが核となっており、頭部のバイキンUFOで操縦する。体をごみパーツに分裂でき、粉々になっても何度でも蘇る。口から出す毒液・ゴミオキシンで何でも泥人形に変える（ただしゴミやそれを食べている者には効かない）。なお、泥人形になった者は熱を受けると固まってしまい行動不能となる。ヤーダ星に来たアンパンマンたちを迎え討ち、一度はトリプルパンチで砕け散るが、すぐにスーパーダストデーモンとなって蘇った。
スーパーダストデーモン
砕け散ったダストデーモンが再生し、ゴリラ型に変形した姿。ゴミオキシンで次々とアンパンマンたちを泥人形に変えていく。しかしごみを食べるゴミラには効かず、巨大化したゴミラと組み合っているところへ顔を替えたアンパンマンの「スーパーアンパンチ」でバラバラに。なおも復活するが、この時ばいきんまんが乗り損ねたことで暴走を開始。ゴミラをダストマウンテンに落とそうとするが、アンパンマンの救援で自分が投げ込まれ、今度こそ完全に消滅した。

## スタッフ
- 製作 - 加藤俊三
- 企画 - 戸谷仁
- プロデューサー - 柳内一彦、尾崎隠通、山崎喜一朗、小野利恵子
- 原作 - やなせたかし「ゴミラのほし」（フレーベル館刊）
- 脚本 - 米村正二
- 主題歌 - 三木たかし、やなせたかし
- 音楽 - いずみたく、近藤浩章
- キャラクターデザイン・作画監督 - 前田実
- 美術 - 横山幸博、池上みどり
- 撮影 - 金井弘
- 音響監督 - 山田智明、山田悦司[注釈 1]
- 音響効果 - 糸川幸良
- 音楽監督 - 鈴木清司
- 編集 - 鶴淵允寿、鶴淵和子
- 絵コンテ・演出 - 奥脇雅晴
- 監督 - 大賀俊二
- スペシャルキーアニメーター - 菖蒲隆彦、星名靖男
- 原画 - 大久保修、笠原彰、相馬満、阿部航、南雲公明、高野亜子、武部仁、本山浩司、大木賢一
- 演出助手 - 辻泰永
- 協賛 - 池田模範堂
- アニメーション制作 - 東京ムービー
- 制作協力 - スタジオキャブ
- 製作 - アンパンマン製作委員会（日本テレビ、バップ、トムス・エンタテインメント、フレーベル館、やなせスタジオ）
- 配給 - 東京テアトル、メディアボックス

## 楽曲
オープニング『アンパンマンのマーチ』
エンディング『勇気りんりん』
作詞：やなせたかし、作曲：三木たかし、編曲：大谷和夫、歌：ドリーミング
テーマ曲『ゴミラの星』『たましいの歌』
作詞：やなせたかし、作曲：いずみたく、編曲：森脇哲、歌：ドリーミング
『ゴミラの星』は、1976年発売のLP『0歳から99歳までの童謡』（東芝EMI TC-50037）に収録されていた『ゴリラの星』（作詞：やなせたかし、作曲：いずみたく、編曲：大柿隆、歌：熊倉一雄）の歌詞を替えたものである。
挿入歌『すすめ!アンパンマン号』
作詞：やなせたかし、作曲：いずみたく、編曲：近藤浩章、歌：アンパンマンとなかまたち
挿入歌『たましいの歌（ヤーダ姫・アンパンマンとなかまたちver.）』
作詞：やなせたかし、作曲：いずみたく、編曲：近藤浩章、歌：酒井法子、戸田恵子、増岡弘、佐久間レイ、山寺宏一、島本須美、柳沢美千代、かないみか、長沢美樹
ゴミラが命を落としたラストシーンで1番と3番が使用。1番はヤーダ姫が3番はアンパンマンと仲間たちが歌っている。こちらは音源化されていない。

## それいけ!アンパンマン 怪傑ナガネギマンとやきそばパンマン
『それいけ!アンパンマン ゴミラの星』の同時上映作品。ナガネギマンが映画に初出演した作品でもある。

### あらすじ
今日はやさい村のカーニバルの日。やきそばパンマンも妹のやきそばかすちゃんに会うためやさい村に向かっていた。
その頃、やさい村へ向かうピーマントリオがばいきんまん率いる強盗団に襲われていた。悲鳴を聞き駆けつけたやきそばパンマンだが、そこで見たのは吹き飛ばされるばいきんまんたちと、近くの岩に刻まれた巨大な「N」の文字だった。

### 登場キャラクター（キャスト）
アンパンマン
声 - 戸田恵子
終盤のみの登場で、ストーリーには関与しない。
ばいきんまん
声 - 中尾隆聖
やきそばパンマン
声 - 小杉十郎太
本作の主役の一人。バイキンバッファロー号との戦いの最中にナガネギマンに変身しているホラーマンを目撃して、ナガネギマンの正体がネギーおじさんであることを知る。
ホワイトソース
ナガネギマン / ネギーおじさん
声 - 大塚明夫
本作のもう一人の主役。つり橋から落ちたときにナガネギマンの変身セットを川に流してしまい、ホラーマンに拾われてしまう。バイキンバッファロー号に吹き飛ばされた直後に、ナガネギマンの変身セットを拾い、ナガネギマンに変身して、バイキンバッファロー号戦に参戦。
やきそばかすちゃん
声 - 岩男潤子
前作に引き続き登場、ナガネギマンにお礼をいった後、キスされた。
ピーマントリオ
赤ピーマンと黄色ピーマンは劇場版への登場は本作が初となりTVシリーズではデジタルアニメーション制作移行後に初登場したためセル画で登場するのは本作が唯一である。
ピーマン
声 - 西村ちなみ
赤ピーマン
声 - 原えりこ
黄色ピーマン
声 - 高田由美
ジャムおじさん
声 - 増岡弘
バタコさん
声 - 佐久間レイ
めいけんチーズ
上記3人はアンパンマンと同様終盤のみの登場。また、チーズは台詞がないためクレジットされず、山寺宏一の出演が無い数少ない作品となった。
ドキンちゃん
声 - 鶴ひろみ
ホラーマン
声 - 肝付兼太
ナガネギマンの変身セットを拾いナガネギマンになりきってドキンちゃんに気に入られようとするが、バイキンバッファロー号に吹き飛ばされる。その様子をやきそばパンマンに目撃される。
なお、同時上映作品への登場は『ばいきんまんと3ばいパンチ』以来5年ぶりとなる。本作以降『たのしくてあそび ママになったコキンちゃん!?』を除き、同時上映作品に必ず登場する。
ブロッコリー
声 - 和田みちる
かびるんるん
ばいきんまんと共にピーマントリオを追っていたところをナガネギマンに撃退された。

### 乗り物
バイキンバッファロー号
闘牛型のバイキンロボット。頭のロングホーンによる突進攻撃が武器。
バイキンUFO（バイキンユーフォー）
もぐりん

### スタッフ
- 原作 - やなせたかし
- プロデューサー - 岡本東郎、小野利恵子、尾崎穏通、柳内一彦
- 脚本 - 菅良幸
- 音楽 - いずみたく、近藤浩章
- 作画監督 - 大道博政
- 美術 - 横山幸博、池上みどり
- 撮影 - 白尾仁志
- 音響監督 - 山田智明、山田悦司[注釈 1]
- 音楽監督 - 鈴木清司
- 音響効果 - 糸川幸良
- 絵コンテ･演出 - 大原実
- 監督 - 大賀俊二
- 原画 - 大道博政、三原武憲
- 編集 - 鶴渕和子
- アニメーション制作 - トムス・エンタテインメント
- 製作 - バップ

### 楽曲
オープニング『やきそばパンマン流れ旅』
作詞：やなせたかし、作曲・編曲：近藤浩章
前2作ではエンディングテーマだったが、本作ではオープニングテーマとしてインストゥルメンタル版を使用。
エンディング『ナガネギフラメンコ』
作詞：やなせたかし、作曲・編曲：近藤浩章、歌：大塚明夫、コーラス：フレーベル少年合唱団

### 備考
本作の上映終了時のクレジットは特殊であり、「FINE」（イタリア語における「おわり」の意）の文字が野菜をモチーフにしたデザインの枠の中に書かれている独特のロゴが表示された後、前作と同じくコピーライトのみの画面も別に表示される。本作からはコピーライトでもバップの表記が普通の書体からスタッフクレジット同様のロゴ表記となった。